# Unicorn Riot
Unicorn Riot és un mitjà de comunicació, descentralitzat, sense ànim de lucre de col·lectius de esquerres alternatives que es va originar en línia el 2015. El grup és coneix per informar d'organitzacions ultradretanes i de casos d'injustícia racial i econòmica als Estats Units. Opera a ciutats dels Estats Units com Boston, Denver, Minneapolis/St. Paul, i Filadèlfia, de manera no-jerarquitzada. Produeixen streams en directe de protestes i manifestacions polítiques i es finança per donacions econòmiques de l'audiència.

## Estructura
Unicorn Riot actualment es compon de 10 membres, amb seu a Boston, Denver, Minneapolis, i Filadèlfia. Un col·lectiu no-jeràrquic que pren decisions per consens.
Unicorn Riot ha fet anar un canal a livestream.org des del maig de 2015. A més de crear vídeo en directe de protestes, també s'ha avesat al periodisme d'investigació, produint web series, vídeo formats, blogs i podcasts. Han publicat documents obtinguts a través de peticions per obrir registres, entre ells una còpia del manual de actuació contra multituds del Departament de Policia de Denver. També produeixen l'informatiu setmanal Deprogram. Unicorn Riot publica el seu contingut sota llicència Creative Commons.

## Història

### Fundació
Els membres fundadors d'Unicorn Riot es van conèixer mentre filmaven accions directes en suport de Tar Sands Blockade i Occupy Wall Street. Anteriorment alguns d'ells havien treballat pel sector de noticies online i havien anat frustrat-se amb aquest tipus d'organitzacions de notícies que no arribaven a publicar la seva feina. Els fundadors van començar a trobar-se a Minneapolis en la tardor de 2014. Entre ells hi eren Lorenzo Serna, Andrew Neef, Niko Georgiades, Pat Boyle, i Ray Weiland,. Unicorn Riot preten "amplificar les veus de persones de comunitats marginals" i per difondre i aportar context a històries que no són d'interès pels mitjans de comunicació d'ideologia dominant. Aviat, van documentar les Protestes de Ferguson i seguit el tiroteig de Michael Brown. Durant l'any següent, Unicorn Riot es va registrar com a organització educativa sense ànim de lucre 501(c)(3).
Els periodistes d'Unicorn Riot sovint s'infiltren en protestes, i filmen des del primera línia. Membres del col·lectiu han estat repetidament assenyalats per agents de la llei i sovint han patit la confiscació càmeres i equipament de feina. La policia també ha qüestionat la seva credibilitat periodística.

### Protestes Black Lives Matter
Unicorn Riot ha documentat moltes manifestacions i protestes relacionades amb el moviment Black Lives Matter. Més tard, el novembre de 2015 van tractar el tiroteig de Jamar Clark a Minneapolis, Unicorn Riot va mantenir un stream en directe de l'ocupació del quart recinte del Departament de Policia de Minneapolis. El col·lectiu també va documentar les protestes que van tenir lloc després del tiroteig de Philando Castile, incloent els talls de autopistes interestatals.

### Campaments dels sensellar de Denver
A Denver, Colorado, Unicorn Riot va retransmetre en directe el desmantellament dels campaments de sensesostre, incloent un desnonament que va tenir lloc durant un torb matinal del 15 de desembre de 2015.

### Protestes pel gasoducte d'accés de Dakota
Durant les protestes contra el gasoducte d'accés de Dakota (Dakota Access Pipeline), Unicorn Riot va ésser dels primers grups de mitjans de comunicació presents quan membres de la reserva Standing Rock instal·laren el campament Sacred Stone a l'abril de 2016. I des de llavors hi ha continuat un seguiment proper. Es van fer servir vídeos de Unicorn Riot que mostren una multitud de manifestants rebent l'impacte de canons d'aigua durant temperatures de sota-zero per contradir els informes policials que deien que els canons només es van fer servir per apagar focs. Quatre reporters de Unicorn Riot van ser arrestats el setembre i l'octubre de 2016. Chris Schiano i Niko Georgiades van ser arrestat el 13 de setembre mentre filmaven manifestants que s'havien tancat sota clau dins les instal·lacions d'equipament d'obres de la conducció del gasoducte. Reporter Lorenzo Serna va ser arrestat a Dakota del Nord i a Iowa, i el reporter Jenn Schreiter va ser arrestat l'octubre del mateix any mentre informava de la tancada al lloc de la construcció del DAPL d'Iowa.

### Manifestació Unite the Right
Unicorn Riot ha documentat molts dels canals de xat a l'aplicació Discord prèvia a la manifestació "Uniu la dreta" de l'agost de 2017, que va portar a la violència entre grups de l'alt right i ciutadans locals, incloent la mort d'una persona. El col·lectiu va publicar aquest material, que va fer-se servir per identificar els usuaris anònims del xat implicats amb les accions violentes comeses durant la manifestació.

### Pel·lícula documental
Unicorn Riot va produir un llargmetratge titulat Black Snake Killaz: A #NoDAPL Story, una pel·lícula documental sobre la resistència a les protestes pel gasoducte d'accés de Dakota. La pel·lícula va ésser premiada el 17 de novembre de 2017 al teatre Parkway de Minneapolis, Minnesota. I es va publicar gratuïtament per propòsits educatius a la pàgina web d'Unicorn Riot el 18 de novembre de 2017.

### Identitat Evropa/Moviment d'Identitat americana (OBJECTIU/de IE)
El març de 2019, Unicorn Riot va filtrar més de 770.000 missatges d'Identity Evropa (IE) d'un servidor nacional anomenat "Nice Respectable People Group" de Discord, i també del America First deNicholas J. Fuente, del The Nationalist Review deJames Allsup, i del l'Slack del grup. Les filtracions van revelar que Identity Evropa volia fer campanya pel Partit Republicà com una reunió d'un membre amb Billy Ciancaglini (candidat de partit per l'Alcaldia de Filadèlfia), simpatitzant amb Steve King de Iowa i altres que buscaven entrar a clubs Republicans Universitaris. Diversos membres van ser patrir doxing, i el grup es va reanomenar Moviment d'Identitat americana (AIM), com a part d'una resposta de relacions públiques per evitar l'escrutini.

### Ende Gelände /Fridays For Future/ Tancament d'infraestructures del carbó marró a North Rhine-Westphalia, Alemanya
Unicorn Riot va fer un stream en directe de les protestes "Ende Gelände" d'acció directa a Alemanya, l'objectiu de les quals era tancar les infraestructura de combustible fòssil de carbó marró del Nord-Rhine Westphalia. EndeGelände (que es podria traduir com "Aquí mai més") va aconseguir el tancament entrant a la mina de fossa de carbó marró i blocant el ferrocarril de transport de carbó marró.